# Фрадес
Фрадес (гал. Frades, ісп. Frades) — муніципалітет в Іспанії, у складі автономної спільноти Галісія, у провінції Ла-Корунья. Населення — 2706 осіб (2009).
Муніципалітет розташований на відстані близько 480 км на північний захід від Мадрида, 37 км на південь від Ла-Коруньї.
Муніципалітет складається з таких паррокій: Абелья, Айясо, Анья, Сельтігос, Фрадес, Гафой, Галегос, Ледойра, Месос, Моар, Папусін, Вітре.

## Географія
Через муніципалітет протікає річка Тамбре.

## Демографія
Динаміка населення (INE ):

## Галерея зображень

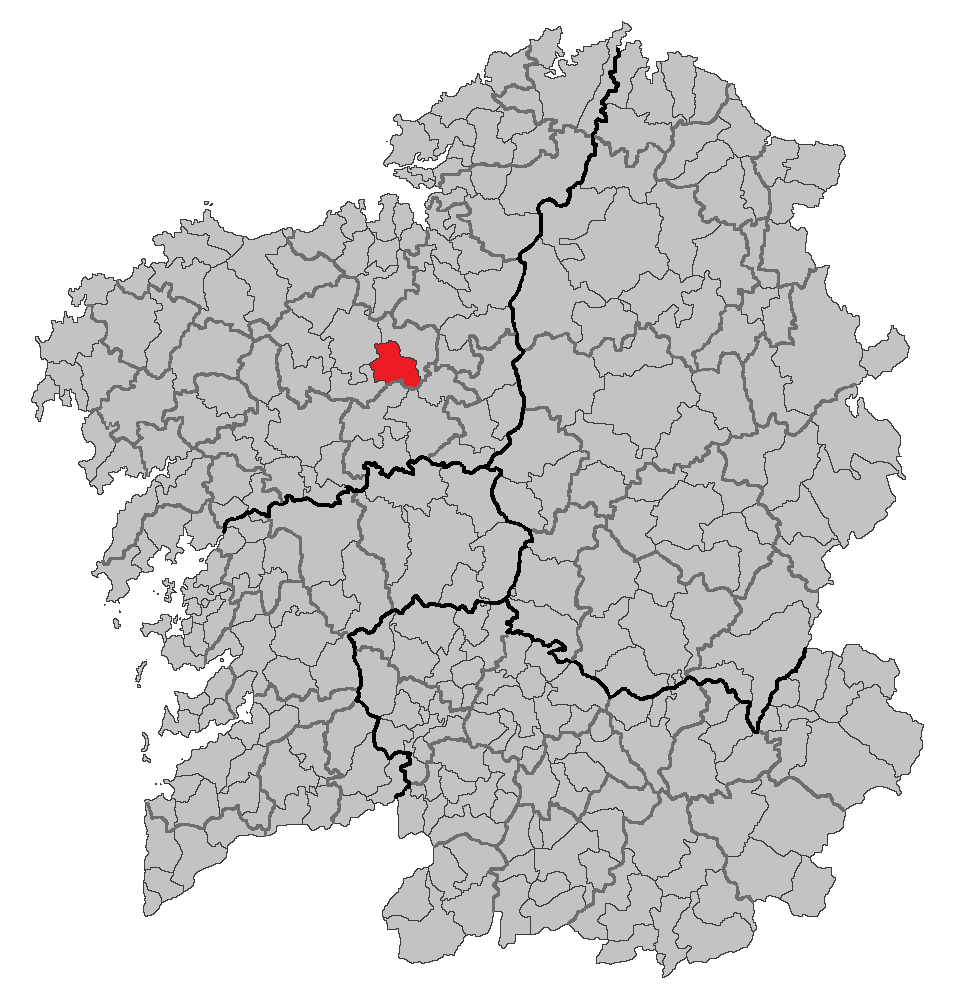
Розташування муніципалітету